# Verizon Wireless
Verizon Wireless (VZW) ist mit 91,2 Millionen Kunden einer der größten US-amerikanischen Mobilfunkbetreiber im Wettbewerb stehend mit AT&T Wireless, T-Mobile US und U.S. Cellular.
Verizon Wireless wurde als Joint-Venture des US-Telekommunikationsunternehmens Verizon und des globalen Mobilfunkunternehmen Vodafone gegründet. Vodafone hielt ca. 45 Prozent der Anteile, Verizon die übrigen 55. Ende August 2013 gab Verizon die vollständige Übernahme von Verizon Wireless für 130 Milliarden US-Dollar bekannt.
Die von Verizon Wireless verwendete Netztechnologie ist unter anderem CDMA2000, ein Standard, welcher auf Code Division Multiple Access basiert. Verizon besitzt das größte LTE-Netz in den USA und erreicht damit 98 % der Bürger.